# Opatrum sabulosum
Espèce
Opatrum sabulosum (opâtre des sables) est une espèce d'insectes coléoptères de la famille des Tenebrionidae, originaire d'Eurasie.
Très polyphage, cet insecte, broute, au stade adulte, les bourgeons et jeunes pousses de nombreuses espèces de plantes, tandis que les larves attaquent les graines en germination et les racines. c'est notamment un ravageur secondaire de la vigne.

## Taxonomie

### Synonymes
- Silpha sabulosum Linnaeus, 1761

### Sous-espèces
- Opatrum sabulosum lucifugum Kuster, 1849
- Opatrum sabulosum pyrenaeum Español, 1963
- Opatrum sabulosum sabulosum (Linnaeus, 1761)
- Opatrum sabulosum sculptum Mulsant, 1854[1].